# Kristi förklaring (Bellini)
Kristi förklaring är en oljemålning av den italienske renässanskonstnären Giovanni Bellini. Den målades omkring 1480 och ingår i Museo di Capodimontes samlingar i Neapel. Bellini målade en tidigare version av detta motiv cirka 1455. Den tavlan är utställd på Museo Civico Correr i Venedig.
Kristi förklaring är ett vanligt motiv inom konsten och skildrar den i evangelierna (Matteusevangeliet 17:1–8, Markusevangeliet 9:2–8, Lukasevangeliet 9:28–36) omtalade händelsen, då Jesu gestalt förvandlades ("förklarades") på berget Tabor vid Nasaret, och blev lysande som tecken på hans himmelska härlighet. Vid hans sida avbildas Mose och Elia som både erkänner att Jesus fullbordar lagen och uppfyller profetiorna. För att bevara hemligheten om att han är Messias förbjöd Jesus sina vittnen (Petrus, Jakob och Johannes som avbildas liggande i förgrunden) att tala om för någon vad de sett förrän han uppstått på den tredje dagen efter sin död på korset. Tavlan är signerad IOANNES BELLINUS på en liten skylt som är uppsatt på staketet i förgrunden.

## Bildgalleri

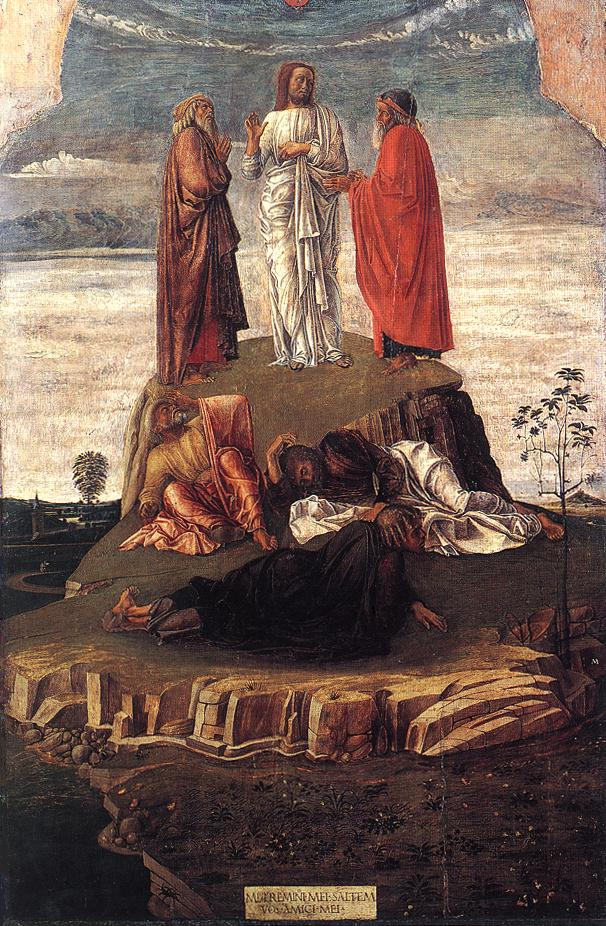
Kristi förklaring från cirka 1455. 143 × 68 cm. Museo Civico Correr i Venedig.